# Магдалена Рибарикова
Магдалена Рибарикова (слч. Magdaléna Rybáriková; 4. октобар 1988) је професионална словачка тенисерка, која тренутно заузима 90. позицију на ВТА листи најбољих тенисерки света. У каријери је освојила једну појединачну титулу, АЕГОН класик 2009. у Бирмингему. За Фед куп репрезентацију Словачке наступа од 2005.

## Приватни живот
Магдалена Рибарикова рођена је 4. октобра 1988. у Братислави, Словачка (тада Чехословачка). Најмлађа је кћерка Антона и Марије Рибарикове, и има старијег брата и сестру Филипа и Наду. Одрасла је у Пијешћанима, али се са петнаест година преселила у Братиславу како би тренирала у националном тениском центру. Рибарикова има једну амајлију, плишаног медведића којег увек носи са собом у тениској торби.

## Стил игре
Рибарикова највише воли да игра на брзим подлогама, као што су травната и тврда. Тренира је Мојмир Михал, а док је за њену физичку припрему задужен Ладислав Олаш. Ударци који карактеришу њен стил, и које највише воли, јесу јак сервис и форхенд. Узори су јој Роџер Федерер, Новак Ђоковић и Мартина Хингис.

## Каријера

### 2009.
Рибарикова је свој први турнир у 2009. години одиграла на АСБ класику у Окланду, Нови Зеланд, где ју је четврти носилац Александра Вознијак поразила већ у првом колу 6–3, 6(4)–7, 7–5. Затим је играла на Мурила Хобарт интернашоналу, на ком је поразила Катерину Бондаренко у првом колу са 4–6, 7–6(6), 6–1, првог носиоца Флавију Пенету у другом колу са 7–5, 6–3, што је била прва победа Рибарикове над тенисерком која се налази међу тридесет, као и двадесет најбољих тенисерки света на ВТА листи. У четвртфиналу је победила Мелинду Цинк 6–0, 1–6, 7–6(7), али је у полуфиналу поражена од стране Ивете Бенешове резултатом 6–1, 6–3. На Отвореном првенству Аустралије 2009. Рибарикову је већ у првом колу савладала пети носилац Вера Звонарјова 7–6(2), 6–0. Заједно са Данијелом Хантуховом, Домиником Цибулковом и Ленком Венеровом играла је за Словачку у Светској групи II Фед купа 2009, и однела победу над Белгијом 4–1.
Рибарикова је била постављена за осмог носиоца на ПТТ Тајланд опену. У првом колу победила је бившу четврту тенисерку света Кимико Дате Крум резултатом 6–2, 4–6, 6–4, 737. тенисерку света Ивану Лисјак у другом колу са 6–4, 2–6, 6–2, као и првог носиоца Каролин Возњацки у четвртфиналу резултатом 6–4, 6–1. То је била њена прва победа над играчицом која се налази међу петнаест најбољих тенисерки света. Но, у полуфиналу ју је победила 126. тенисерка света Сања Мирза резултатом 6–4, 5–7, 6–1. Рибарикова је затим направила низ од пет пораза у првом колу — у Дубаију, Индијан Велсу, Штутгарту, Риму и Мадриду. Једино је на Мајами опену и Ролан Гаросу достигла друго коло, изгубивши од некадашњих првих тенисерки света Амели Моресмо 6–3, 1–6, 6–2, односно Јелене Јанковић 6–1, 6–2. Своју прву појединачну титулу Рибарикова је освојила на турниру АЕГОН класик у Бирмингему, победивши Ли На у финалу са 6–0, 7–6(2).

## Финала

### Победе појединачно (1)
| Легенда: Пре 2009. | Легенда:Од 2009.    |
| ------------------ | ------------------- |
| Гренд слем (0)     |                     |
| ВТА шампионат (0)  |                     |
| Тијер I (0)        | Главни Премијер (0) |
| Тијер II (0)       | Премијер 5 (0)      |
| Тијер III (0)      | Премијер (0)        |
| Тијер IV и V (10)  | Интернашонал (1)    |

| Бр. | Датум             | Турнир        | Локација                             | Подлога | Противница              | Резултат     |
| 1.  | 14. јун 2009.     | АЕГОН класик  | Бирмингем, Енглеска                  | Трава   | Ли На                   | 6–0, 7–6(2)  |
| 2.  | 19. фебруар 2011. | Мемфис        | Мемфис, Сједињене Америчке Државе    | Тврда   | Ребека Марино           | 6–2, предаја |
| 3.  | 4. август 2012.   | Сити Опен     | Вашингтон, Сједињене Америчке Државе | Тврда   | Анастасија Пављученкова | 6-1, 6-1     |
| 4.  | 4. август 2013.   | Сити Опен (2) | Вашингтон, Сједињене Америчке Државе | Тврда   | Андреа Петковић         | 6-4, 7-6(2)  |